# Бушар III Молодой

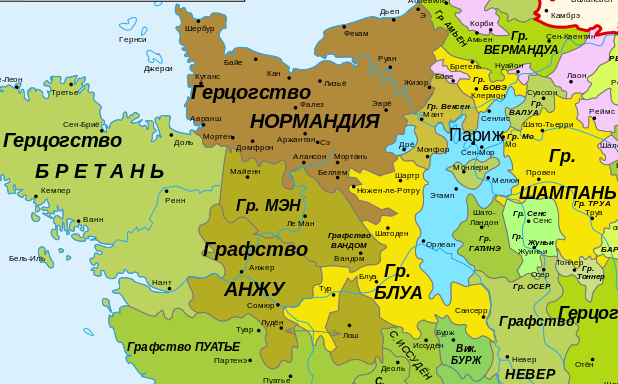
Вандом и соседние графства в 1030 году

Бушар III Молодой (фр. Bouchard III de Nevers; умер 28 февраля 1085) — граф Вандома с 1066. Сын Фулька Гусёнка и Петрониллы де Шато-Гонтье.

## Биография
До совершеннолетия (1066—1075) его опекуном был двоюродный брат Ги де Невер, сеньор де Нуастр. Он умер в 1084 г. бездетным и оставил Бушару III все свои владения.
Как и его отец, Бушар III постоянно конфликтовал с аббатством Трините, пока в 1083 году не был заключен договор, урегулировавший спорные вопросы.
Бушар Молодой не был женат и потомства не оставил. После его смерти графство Вандом унаследовал муж его сестры Ефросинии Жоффруа III де Прёйли.